# Südafrikanische Cricket-Nationalmannschaft in Australien in der Saison 1963/64
Die Tour der südafrikanischen Cricket-Nationalmannschaft nach Australien in der Saison 1963/64 fand vom 6. Dezember 1963 bis zum 12. Februar 1964 statt. Die internationale Cricket-Tour war Bestandteil der Internationalen Cricket-Saison 1963/64 und umfasste fünf Tests. Die Serie endete 1–1 unentschieden.

## Vorgeschichte
Für beide Mannschaften war es die erste Tour der Saison.
Das letzte Aufeinandertreffen der beiden Mannschaften bei einer Tour fand in der Saison 1957/58 in Südafrika statt.

## Stadien
Die folgenden Stadien wurden für die Tour als Austragungsort vorgesehen.
| Stadion                  | Stadt     | Kapazität | Spiele       |
| ------------------------ | --------- | --------- | ------------ |
| Adelaide Oval            | Adelaide  | 53.583    | 4. Test      |
| The Gabba                | Brisbane  | 42.000    | 1. Test      |
| Melbourne Cricket Ground | Melbourne | 100.024   | 2. Test      |
| Sydney Cricket Ground    | Sydney    | 48.000    | 3. & 5. Test |

## Kaderlisten
Die Mannschaften benannten die folgenden Kader.
| Test | Test |
| Australien | Südafrika |
| --- | --- |
| - Richie Benaud (K) - Bob Simpson (VK) - Brian Booth - Peter Burge - Alan Connolly - Ron Gaunt - Wally Grout (wk) - Neil Hawke - Bill Lawry - Johnny Martin - Graham McKenzie - Ian Meckiff - Norm O’Neill - Ian Redpath - Berry Shepherd - Tom Veivers | - Trevor Goddard (K) - Eddie Barlow - Colin Bland - Peter Carlstein - Clive Halse - Denis Lindsay (wk) - Joe Partridge - David Pithey - Tony Pithey - Graeme Pollock - Peter Pollock - Kelly Seymour - John Waite (wk) - Peter van der Merwe |

## Tour Matches
| 1. – 5. November Scorecard | Perth | Südafrika 207 (53.5) & 532-3d (118) | – | Western Australia Combined XI 161 (47) & 529-9 (107) |
|                            |       | Remis                               |   |                                                      |

## Tests

### Erster Test in Brisbane
| 6. – 11. Dezember Scorecard | Brisbane | Australien 435 (114) & 144-1d (35) | – | Südafrika 346 (135.5) & 13-1 (6.3) |
|                             |          | Remis                              |   |                                    |

Australien gewann den Münzwurf und entschied sich als Schlagmannschaft zu beginnen.

### Zweiter Test in Melbourne
| 1. – 6. Januar Scorecard | Melbourne | Südafrika 274 (78) & 306 (101)  | – | Australien 447 (118.3) & 136-2 (37.1) |
|                          |           | Australia gewinnt mit 8 Wickets |   |                                       |

Australien gewann den Münzwurf und entschied sich als Feldmannschaft zu beginnen.

### Dritter Test in Sydney
| 10. – 15. Januar Scorecard | Sydney | Australien 260 (62.6) & 450-9d (100.5) | – | Südafrika 302 (92.1) & 326-5 (117) |
|                            |        | Remis                                  |   |                                    |

Australien gewann den Münzwurf und entschied sich als Schlagmannschaft zu beginnen.

### Vierter Test in Adelaide
| 24. – 29. Januar Scorecard | Adelaide | Australien 345 (93.6) & 331 (89.3) | – | Südafrika 595 (123.1) & 82-0 (17) |
|                            |          | Südafrika gewinnt mit 10 Wickets   |   |                                   |

Australien gewann den Münzwurf und entschied sich als Schlagmannschaft zu beginnen.

### Fünfter Test in Sydney
| 7. – 12. Februar Scorecard | Sydney | Australien 311 (92.1) & 270 (113.7) | – | Südafrika 411 (145) & 76-0 (24) |
|                            |        | Remis                               |   |                                 |

Südafrika gewann den Münzwurf und entschied sich als Feldmannschaft zu beginnen.